# エスコーラ・パラレロ 太田校
エスコーラ・パラレロ 太田校（エスコーラ・パタレロ おおたこう; ポルトガル語: Escola Paralelo Ota）は群馬県太田市にある在日ブラジル人のための学校。（各種学校）

## 住所
群馬県太田市龍舞町2743

## 沿革
- 1998年開校
- 2009年12月各種学校認可

## 対象
幼稚園児から高校生まで